# Cantr II
Cantr II is een browser massively multiplayer online role-playing game (MMORPG) dat het doel heeft om een maatschappij te simuleren. De hele sociale wereld in het spel wordt ontwikkeld door de spelers zelf; er zijn geen NPCs. Er is geen vastgelegde en vooraf bepaalde geschiedenis, geen vast economisch of politiek systeem, geen geprogrammeerd geld of van tevoren bepaalde rollen die je kan spelen. Je bepaalt zelf wat de persoon die je speelt is en wat zijn (levens)doelen zijn, en jouw uitdaging is het om die persoon consequent te spelen en die doelen te bereiken.
Jouw persoon zal afhankelijk zijn van andere personen om hem of haar heen, en jij probeert om hem zijn doelen (die je zelf hebt bepaald) te laten bereiken terwijl je de persoonlijkheid van jouw persoon consequent blijft spelen. Een maatschappij wordt gevormd met machtige en zwakke personen en verschillende economische, politieke en militaire structuren, die door de spelers samen gemaakt en veranderd kunnen worden.
Het spel bestaat inmiddels langer dan tien jaar. Je hoeft niets te betalen om het te spelen en het wordt volledig mogelijk gemaakt door vrijwilligers. Het spel heeft zijn eigen forum, IRC kanaal, web-zine, en zelfs een eigen wiki om de uitgebreide mechanismes achter het spel uit te leggen. Cantr II wordt op dit moment door meer dan 980 spelers gespeeld die samen meer dan 5000 personen spelen. 300 spelers spelen het spel in het Engels, samen goed voor 1700 Engelse personen in de wereld van Cantr II.
Er wordt continu aan Cantr II gewerkt en het kan in verschillende talen gespeeld worden: Nederlands, Engels, Duits, Esperanto, Frans, Pools, Russisch, Spaans, Turks, Portugees, Litouws en Zweeds.